# Palito de fósforo

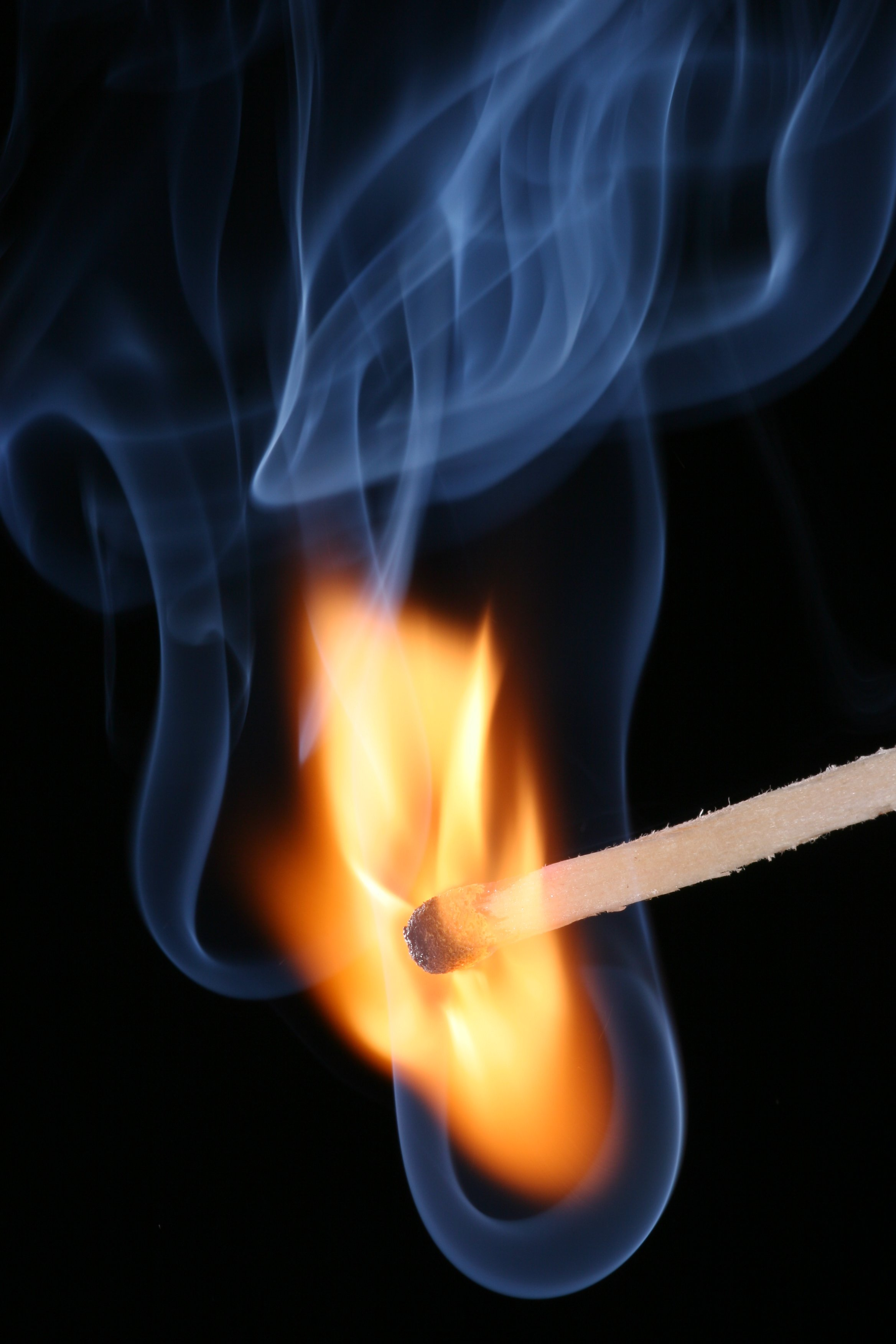
Palito de fósforo com chama

O palito de fósforo (fósforo de fricção) fabricado atualmente é um artigo, curto, fino, feito de madeira, papelão ou barbante encerado e apresentando oxidantes, enxofre e cola em uma das extremidades e que quando entra em atrito com a lixa, da parte externa da caixa, fabricada com dextrina, fósforo e trissulfeto de antimônio III (Sb2S3) se decompõe e arde diante de baixas temperaturas e incendeia os demais produtos produzindo fogo.

## História
O elemento básico para fabricar fósforos foi descoberto acidentalmente em 1669 pelo alquimista alemão Henning Brand. Em uma de suas tentativas de transformar metais em ouro, Brand descobriu o elemento fósforo (em grego “o que traz luz”). Em 1680 o cientista britânico Robert Boyle - um dos fundadores da química moderna - reparou que uma chama era formada quando o fósforo era esfregado no enxofre. Boyle acreditava que a chama não era causada pela fricção, mas sim por algo inerente ao fósforo e ao enxofre. Ele tinha razão. Encontrara o princípio que conduziria a invenção do fósforo. Coube ao farmacêutico inglês John Walker produzir, em 1827, palitos de fósforo que podem ser considerados, apesar de seu grande tamanho, o precursor de nossos fósforos. Palitos menores foram comercializados na Alemanha em 1832, mas ainda eram extremamente perigosos: costumavam incendiar sozinhos dentro da própria embalagem.
Foi nos Estados Unidos que Alonzo D. Phillips de Springfield obteve, em 1836, uma patente para “fabricar fósforos de fricção” e os chamou “locofocos”. Mas o perigo ainda era grande e só foi resolvido após a descoberta do fósforo vermelho, em 1845. Foi o sueco Carl Lundström que introduziu em 1855 fósforos seguros, também chamados fósforos de segurança. Além de ser fabricado com fósforo vermelho, para uma maior segurança, seus ingredientes inflamáveis foram colocados em dois locais distintos: na cabeça do palito e do lado de fora da caixa, junto com o material abrasivo.
Os palitos de fósforos feitos em papelão apareceram anos mais tarde e o responsável por esta invenção foi Joshua Pusey, um conhecido advogado americano da Pensilvânia que amava fumar charutos. Um dia, Joshua foi convidado para jantar pelo prefeito da Filadélfia e ao se vestir, reparou que a caixa de fósforos que levava no bolso de seu colete era grande demais. Joshua Pusey levou adiante uma ideia e em 1889 patenteou fósforos de papelão, mas oito anos se passaram antes que alguém mostrasse interesse por seu invento. Fato que ocorreu em 1897, quando a Companhia de Ópera Mendelsohn o procurou. Eles queriam algo de diferente para divulgar a abertura da estação nova-iorquina. Pusey então, utilizou fósforos de papel com o nome da companhia impresso. A partir daí, os fósforos de papelão começaram a vender com incrível rapidez. Anos mais tarde, Joshua Pusey vendeu sua patente para a Diamond Match Company.
No Brasil, o comerciante curitibano Olivo Carnascialli fundou, em 1913, a Cia. Fabril Paranaense com a finalidade de explorar a indústria do palito de fósforo, sendo desta forma um dos precursores dessa indústria no país. A Cia Fabril Paranaense foi inaugurada no final da Avenida Visconde de Guarapuava, que na época era o setor industrial da capital paranaense.
Mais de 500 bilhões de fósforos são usados a cada ano.[carece de fontes?]
Atualmente os palitos de fósforo não possuem fósforo, possuindo apenas enxofre, oxidantes e cola. O fósforo está contido na parte de fora da caixa, junto com trissulfeto de antimônio II (Sb²S³) e dextrina, deixando o palito mais seguro e fazendo o acender apenas na presença da caixa.